# Гарольд Артур Полінг
Гарольд Артур «Червоний» Полінг (англ. Harold Arthur "Red" Poling, 14 жовтня 1925, Трой, штат Мічиган — 12 травня 2012) — американський автомобільний бізнесмен. 

## Біографія
Народився в місті Трой, штат Мічиган. Працював президентом Ford Motor Company між 1985 і 1987 роками, заступником голови у 1988 і 1989 роках, а також генеральним директором та головою з 1990 року до 1993 року . Він відбився на європейських операціях Форда наприкінці 1970-х, і його широко вважали рятівником компанії, коли він працював виконавчим віце-президентом у Північній Америці на початку 1980-х.
Полінг закінчив Монмутський коледж у 1949 році. Він здобув ступінь MBA в Університеті Індіани і розпочав свою кар'єру в 1951 році як аналітик витрат у сталевому підрозділі компанії. Полінг швидко рухався кар'єрними сходами в якості фінансового директора, працюючи менеджером, помічником контролера та контролером підрозділу трансмісії та шасі протягом 1960-х років, потім контролером підрозділу двигунів, потім контролером групи розробки автомобілів. У цей час він відповідав за кодифікацію більшої частини «Фінансового посібника» Форда, направляючи своїх підлеглих у стандартизацію практики фінансової звітності та аналізу компанії. У середині 1970-х він працював у європейських підрозділах Ford.
Наприкінці 1970-х він був віце-президентом корпоративних штабів, а потім у 1980 році замінив Вільяма О. Бурка на посаді виконавчого віце-президента Північноамериканської автомобільної операції (найбільшого операційного підрозділу компанії). У компанії були проблеми з готівкою та витратами, і Бурк відмовився зробити деякі з таких скорочень, які голова Філіп Колдуел вважав необхідними. Полінг ніколи не був проти скорочення витрат і йому вдалося повернути агрегат до прибутковості. Його часто називали людиною, яка врятувала Ford Motor Company у 80-х.
До приходу в Ford Полінг служив пілотом-винищувачем у ВМС США. Його колись корпоративний суперник, Роберт Луц, був пілотом винищувача в Корпусі морської піхоти США. Їхні сутички іноді змушували підлеглих жартувати над тим, «хто сьогодні виграв сутичку?»
Полінг був завзятим і досвідченим гравцем у гольф. 
Помер у 2012 році в  Пасіфік-Гроув, штат Каліфорнія. Йому було 86. 

## Нагороди та відзнаки
У 1993 році Полінг був нагороджений премією «Самотній моряк» Фондом меморіалу ВМС США за його морську кар'єру.
У 1999 році його ім'я було внесено до Автомобільної зали слави. 